# Храм Александра Невского (Обоянь)
Храм свято́го благове́рного кня́зя Алекса́ндра Не́вского — православный храм в городе Обояни Курской области. Памятник архитектуры регионального значения.

## История
Храм заложен 19 (31) мая 1891 года на Александро-Невской площади города Обояни епископом Курским и Белгородским Иустином «в память избавления от опасности Их Императорских Величеств и Августейшего Семейства при крушении Императорского поезда 17 октября 1888 года». Строительство церкви осуществлялось на частные пожертвования обоянских купцов. Из-за недостатка средств строительные работы протекали долго и даже временно приостанавливались. Возведение здания по проекту архитектора Владимира Слесарева было завершено в 1906 или в 1907 году, но иконостаса в храме не было вплоть до 1914 года, когда был объявлен сбор средств на его сооружение. Установленный на горнем месте резной деревянный иконостас имел иконы Спасителя, Божией Матери и Иоанна Крестителя. Резной деревянный позолоченный четырёхъярусный иконостас главного алтаря был увенчан пятью деревянными крестами. Царские врата также были резными деревянными позолоченными. Престол во имя Димитрия Солунского, расположенный в южном алтаре, а также расположенный в северном алтаре престол во имя священномученика Василия Анкирского имели трёхъярусные резные деревянные иконостасы.
Изначально церковь Александра Невского была приписана к Свято-Троицкому собору, настоятель которого, протоиерей В. И. Ковалевский, много времени и внимания уделял строительству и Александро-Невского храма. Однако 26 июня (9 июля) 1917 года жители города обратились к епископу Курскому и Обоянскому Феофану с просьбой об открытии самостоятельного прихода при Александро-Невской церкви, одновременно обязавшись устроить в храме три голландские печи и за свой счёт содержать причт. Эта просьба была удовлетворена 3 (16) октября 1917 года, когда согласно приказу Курской духовной консистории самостоятельный приход был открыт. Священником был избран Иоанн Попов.
В 1922 году во время кампании по изъятию церковных ценностей, проводимой в соответствии с декретом ВЦИК от 23 февраля 1922 года, из храма забрали 20 предметов, имевших общий вес 27 фунтов, среди которых были серебряные священные сосуды, кресты, обложки с евангелий, ризы с икон.
Храм был закрыт и разграблен в 1930-х годах, здание использовалось под склад Заготзерна и мебельный склад. К 1956 году главный купол храма был наполовину разобран, а кресты сохранились лишь на двух малых главах, боковые входы и большинство нижних окон были заложены кирпичом, а вход по фасаду разрушен. Было несколько попыток взорвать и снести церковь (в середине 1950-х годов и в конце 1970-х годов). В 1962 году впервые было сделано предложение произвести реконструкцию здания храма и устроить в нём Дворец культуры, однако реконструкция была произведена лишь в 1984 году, после чего в здании открылся молодёжный спортивный клуб «Факел». Храм возвращён Русской Православной Церкви в 1991 году и вновь освящён 12 июня 1991 года, а 17 декабря 1991 года зарегистрирован приход храма Александра Невского.

## Архитектура храма
Монументальный трёхпрестольный храм из красного кирпича в русско-византийском стиле, который венчают пять луковичных куполов, без колокольни.